# チェシン駅
チェシン駅（Cieszyn）はポーランドシロンスク県チェシン郡チェシンにあるポーランド国鉄（PKP）の鉄道駅。チェコとの国境に近く、国境を越えた先にはチェスキー・チェシーン駅がある。

## 駅構造
3面4線の地上駅。

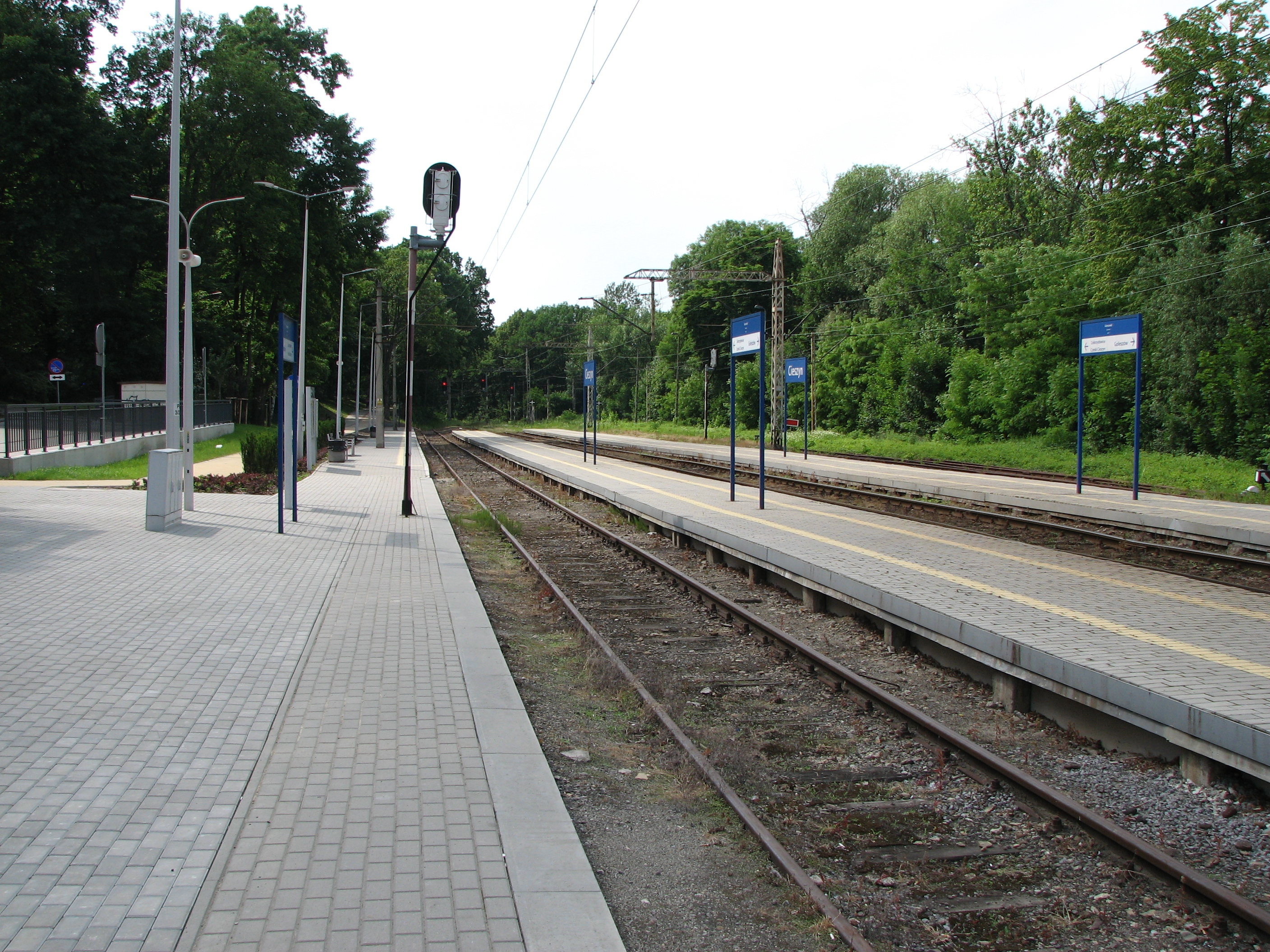
プラットフォーム
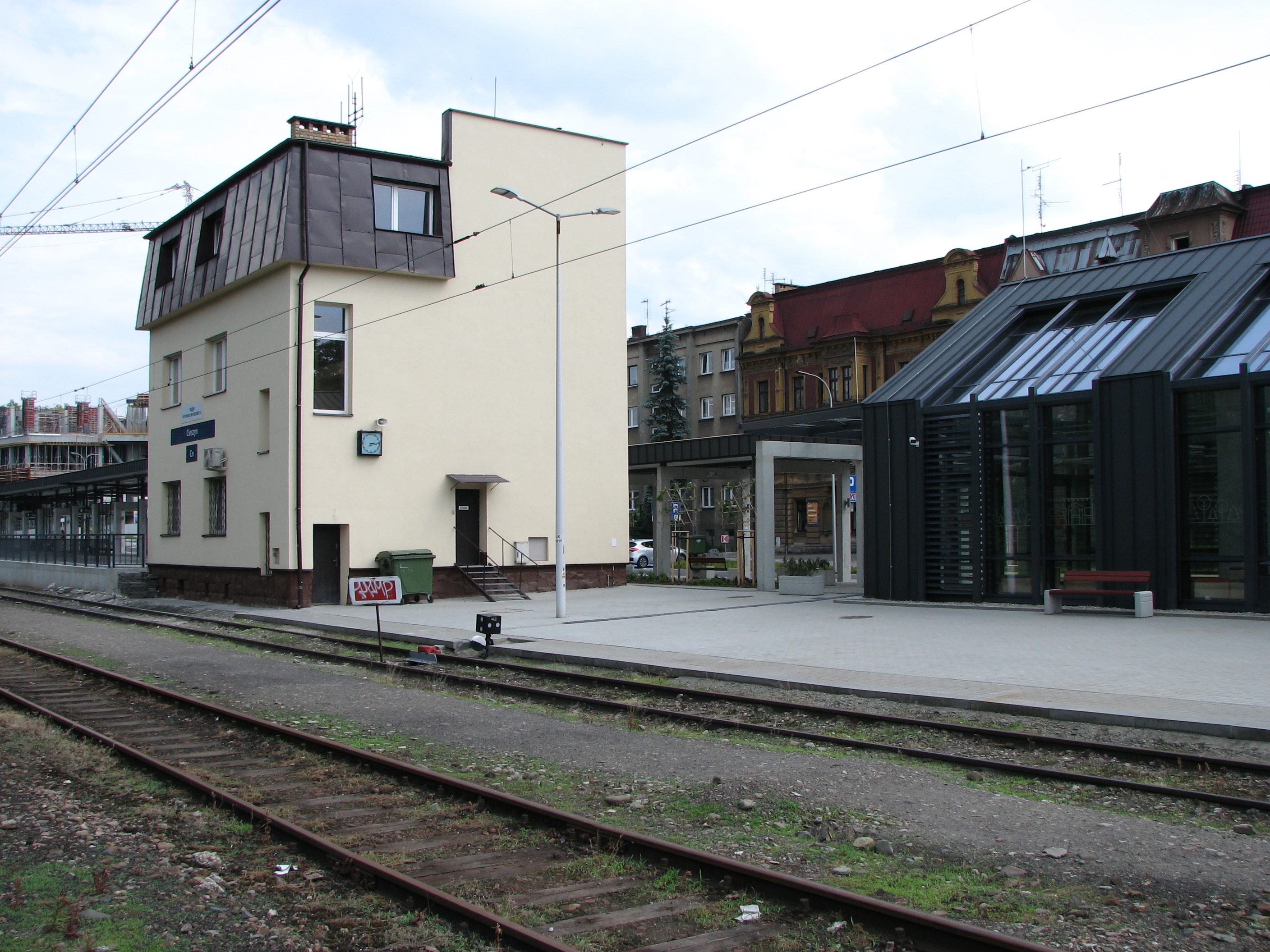
駅の様子

## 歴史
- 1888年 - 開業。

## 駅周辺
- シロンスク・チェシンスキエゴ博物館（英語版）

## 隣の駅
ポーランド国鉄
90号線
チェシン・マルクロビツェ駅 - チェシン駅
190号線
Cieszyn Mnisztwo駅 - チェシン駅 - （国境） - チェスキー・チェシーン駅